# 帶狗上班日
帶狗上班日（英語：Take Your Dog To Work Day，簡稱為），國際節日，定於每年六月的最後一個小週末，在這天，鼓勵企業讓員工可以帶著自己的寵物上班。

## 源起
在1999年，由美國寵物照護協會(Pet Sitters International)所發起。他們希望在這一天可以喚起大家對於寵物的重視，以及推動「領養代替購買」的觀念。

## 相關鏈接
- 帶狗上班日 （页面存档备份，存于）